# Massif du Hochschwab
Le massif du Hochschwab est un massif des Préalpes orientales septentrionales. Il s'élève en Autriche (Land de Styrie).
Le Hochschwab est le point culminant du massif.

## Géographie

### Situation
Le massif est entouré par les Alpes d'Ybbstal au nord, les Alpes de Mürzsteg à l'est, les Alpes de Lavanttal au sud et les Alpes d'Ennstal à l'ouest.
Il est bordé par la Mur au sud et l'Enns au nord-ouest.

### Sommets principaux
- Hochschwab, 2 277 m
- Ringkamp, 2 153 m
- Ebenstein, 2 123 m

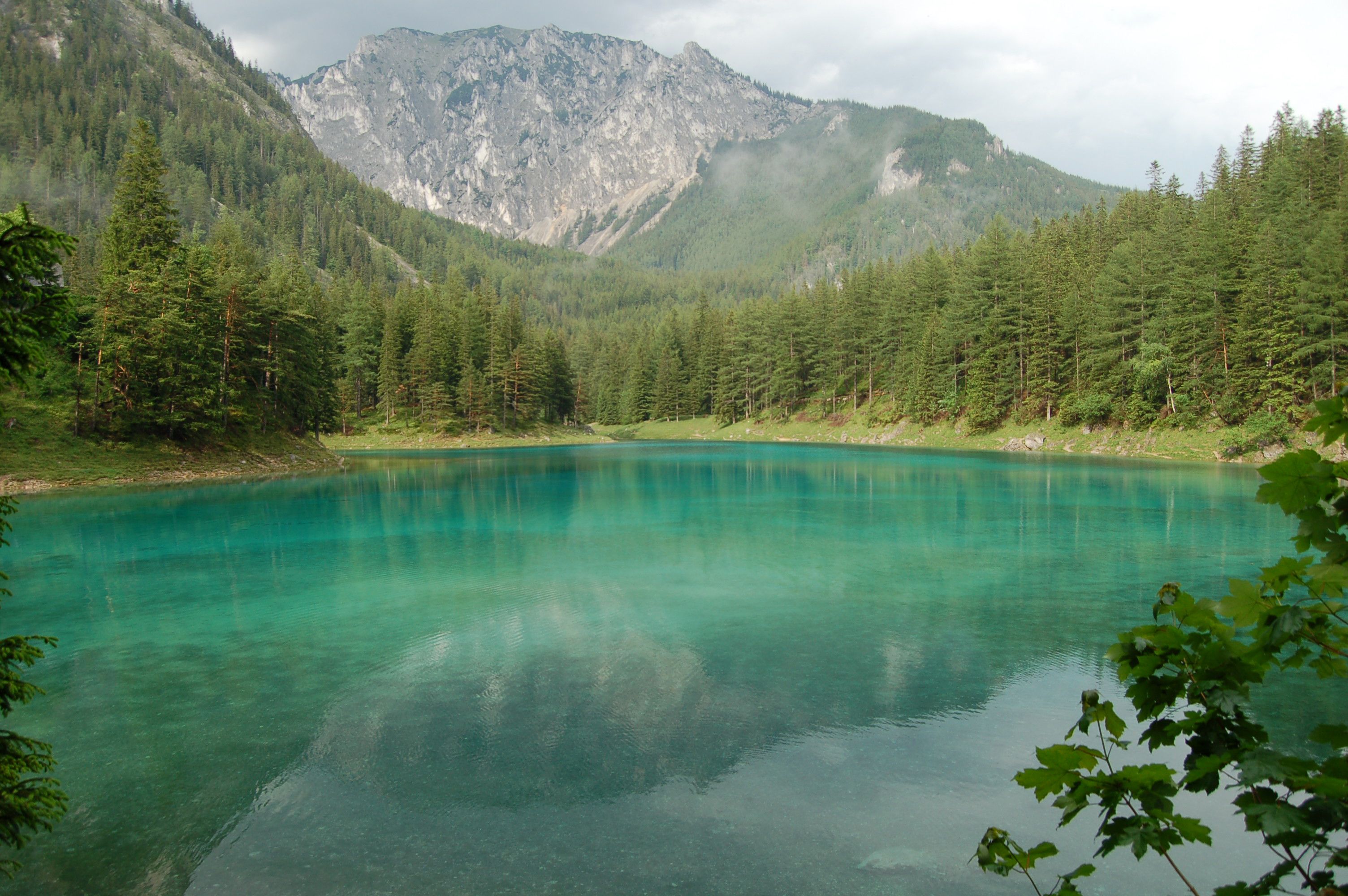
Le lac Vert et le Messnerin, dans le massif du Hochschwab.

- Trenchtling (Hochturm), 2 081 m
- Griesstein, 2 023 m
- Beilstein, 2 012 m
- Hohe Weichsel (Aflenzer Staritzen), 2 006 m
- Brandstein, 2 003 m
- Riegerin, 1 939 m
- Messnerin, 1 835 m

## Géologie
Les montagnes sont constituées d'un plateau calcaire central issu d'un récif corallien d'une superficie d'environ 400 km2.
Ce plateau est karstifié. On y trouve notamment le Melkboden-Eishöhle qui possède un très grand puits.

## Flore et faune
Des marmottes, chamois, bouquetins et grands tétras appartiennent entre autres à la faune intacte du massif. D'ailleurs, il abrite la plus grande colonie de chamois d'Europe. En conséquence, la gastronomie est très orientée dans la région vers les spécialités sauvages.
Au niveau de la flore, on trouve des oreilles d'ours, des sabots de Vénus et différents espèces de gentianes.

## Activités

### Zone de protection de captage d'eau
La protection des sources dans la région de Wildalpen relève de la compétence de l'administration forestière de Wildalpen de la MA 49 - service des forêts et de l'agriculture de la ville de Vienne, en plus de celle des Wiener Wasserwerke (de) en tant que propriétaires fonciers. La surface à gérer, d'environ 14 400 hectares, s'étend principalement à l'est de Wildalpen, entre la Salza et le plateau du Hochschwab jusqu'à Weichselboden. S'y ajoutent les parties de territoire de Buchberg au sud de la région du Hochschwab et de Brunngraben dans la région de Gußwerk.

### Stations de sports d'hiver
- Aflenz Bürgeralm